# Heinrich Aasamaa
Heinrich Aasamaa (Lipstu, 27 de enero de 1909-9 de agosto de 2008) fue un micólogo, y artista aficionado estonio. Desarrolló sus actividades académicas en la Universidad de Tartu, donde se había graduado en 1940.

## Algunas publicaciones
- 1961. Eestima kommunistlik partei sǒjajärgse revolutsioonilise kriisi aastail beebruar 1920 - detsember 1924. Con A. Liebman

- 1951. Fenoloogilised vaatlused botaanikas. So svodkoj: fenologičeskie nabljudenija po botanike (Observaciones fenológicas botánicas). Abiks loodusevaatlejale 2. Ed. Eesti NSV Teaduste Akadeemia juures, 24 pp.